# روبن هینیوسا
روبن هینیوسا (به انگلیسی: Rubén Hinojosa) نمایندهٔ حوزه انتخابیه پانزدهم تگزاس از حزب دموکرات ایالات متحده آمریکا در مجلس نمایندگان ایالات متحده آمریکا است که برای نخستین‌بار در ۸ ژانویه ۱۹۹۷ میلادی به‌عضویت این مجلس درآمد.